# Te Afualiku
Te Afualiku ist eine winzige Riffinsel im nördlichsten Riffsaum des Atolls Funafuti, Tuvalu.

## Geographie
Die Insel ist zusammen mit Paava und Fualefeke eine der nördlichsten Inseln des Atolls. Sie liegt zwischen dem Te Lape Main Pass (Te Ava i Te Lape) im Osten und den Passagen Sari Minor Pass (Te Afua Sari) und Tepuka Minor Pass (Te Ava Tebuka) im Südwesten. Die nächste Insel im Süden ist Tepuka.